# Перепілка японська
Перепілка японська (Coturnix japonica) — птах родини фазанових (Phasianidae), один з кількох десятків видів під загальною назвою перепілка.

## Поширення
Перелітний птах, що розмножується в Маньчжурії, Примор'ї і північній Японії, а зимує в південній Японії, на Корейскому півострові і в південному Китаї.

## Біологія
Зовнішнім виглядом нагадує звичайну перепілку (Coturnix coturnix). Раніше деякі зоологи вважали японську перепілку окремим видом, інші — підвидом перепілки звичайної. Тепер розглядається як окремий монотиповий вид. 
На відміну від звичайної, японська перепілка віддає безсумнівну перевагу сирим заплавним лукам, уникаючи високотрав'я. Навесні вони нерідко зустрічаються на дуже сирих, майже болотистих луках разом з куликами, там де при ходьбі з ґрунту виступає вода. В природних умовах японська перепілка набагато більш схильна до створення пар, ніж звичайна перепілка. Тому самці значно менш забіякуваті й менш крикливі. Самка японської перепілки за сезон встигає вивести 2-3 виводки.
Довжина тіла птаха — 17-19 см, маса тіла — близько 90 г.

## Японська перепілка і людина
Японські перепілки були одомашнені в Японії в кінці ХІХ  — на початку ХХ століття і є основним птахом на перепелиних фермах.
Птах невибагливий в догляді, самець досягає ваги 130 г, самка — 150 г, може знести до 300 яєць на рік.
Також вони є одним з найпоширеніших як модельний організм, видів птахів — використовуються для аналізу мутаційного процесу, характеру спадковості деяких специфічних ознак та інших досліджень.